# Campeonato Mundial de Natação em Piscina Curta de 2014 - 50 m peito masculino
A prova dos 50 metros nado peito masculino do Campeonato Mundial de Natação em Piscina Curta de 2014 foi disputado entre 6 e 7 de dezembro no Centro Aquático Aspire Sports Complex em Doha.

## Recordes
Antes desta competição, os recordes mundiais e do campeonato nesta prova eram os seguintes:
|    | Nome                  | Nacionalidade | Tempo | Local  | Data                   |
| -- | --------------------- | ------------- | ----- | ------ | ---------------------- |
| WR | Cameron van der Burgh | África do Sul | 25.25 | Berlim | 14 de novembro de 2009 |
| CR | Felipe França         | Brasil        | 25.95 | Dubai  | 19 de dezembro de 2010 |

Os seguintes recordes foram estabelecidos durante a competição: 
| Date          | Prova     | Nome          | Nacionalidade | Tempo | Recorde |
| ------------- | --------- | ------------- | ------------- | ----- | ------- |
| 6 de dezembro | Semifinal | Adam Peaty    | Reino Unido   | 25.75 | CR      |
| 7 de dezembro | Final     | Felipe França | Brasil        | 25.63 | CR      |

## Medalhistas
| Ouro                | Prata            | Bronze                      |
| Felipe França (BRA) | Adam Peaty (GBR) | Cameron van der Burgh (RSA) |

## Resultados

### Eliminatórias
As eliminatórias ocorreram dia 6 de dezembro. 
| Colocação | Bateria | Raia | Nome                    | Nacionalidade                   | Tempo | Notas |
| --------- | ------- | ---- | ----------------------- | ------------------------------- | ----- | ----- |
| 1         | 11      | 1    | Adam Peaty              | Reino Unido                     | 26.07 | Q     |
| 2         | 11      | 2    | Cameron van der Burgh   | África do Sul                   | 26.27 | Q     |
| 3         | 12      | 4    | Felipe França           | Brasil                          | 26.37 | Q     |
| 4         | 11      | 4    | Damir Dugonjič          | Eslovênia                       | 26.39 | Q     |
| 5         | 10      | 5    | Giacomo Perez-Dortona   | França                          | 26.46 | Q     |
| 6         | 11      | 3    | Sergei Geibel           | Rússia                          | 26.55 | Q     |
| 7         | 12      | 3    | Kirill Prigoda          | Rússia                          | 26.56 | Q     |
| 8         | 10      | 3    | João Luiz Gomes Júnior  | Brasil                          | 26.59 | Q     |
| 9         | 11      | 6    | Glenn Snyders           | Nova Zelândia                   | 26.61 | Q     |
| 10        | 12      | 5    | Fabio Scozzoli          | Itália                          | 26.65 | Q     |
| 11        | 10      | 4    | Yasuhiro Koseki         | Japão                           | 26.74 | Q     |
| 12        | 12      | 6    | Johannes Skagius        | Suécia                          | 26.80 | Q     |
| 13        | 11      | 7    | Giulio Zorzi            | África do Sul                   | 26.84 | Q     |
| 14        | 11      | 5    | Cody Miller             | Estados Unidos                  | 26.85 | Q     |
| 15        | 8       | 5    | Brad Craig              | Estados Unidos                  | 26.87 | Q     |
| 16        | 12      | 7    | Andrea Toniato          | Itália                          | 26.88 | Q     |
| 17        | 12      | 2    | Nikolajs Maskaļenko     | Letônia                         | 26.95 |       |
| 18        | 10      | 1    | Saša Gerbec             | Croácia                         | 27.00 |       |
| 19        | 12      | 1    | Giedrius Titenis        | Lituânia                        | 27.04 |       |
| 19        | 12      | 0    | Tomáš Klobučník         | Eslováquia                      | 27.04 |       |
| 21        | 10      | 0    | Kristijan Tomić         | Croácia                         | 27.06 |       |
| 22        | 9       | 8    | Renato Prono            | Paraguai                        | 27.11 |       |
| 23        | 12      | 8    | Jake Packard            | Austrália                       | 27.17 |       |
| 24        | 11      | 0    | Jorge Murillo           | Colômbia                        | 27.19 |       |
| 25        | 11      | 9    | Petr Bartůněk           | Chéquia                         | 27.20 |       |
| 26        | 11      | 8    | Marek Botík             | Eslováquia                      | 27.25 |       |
| 27        | 10      | 7    | Ari-Pekka Liukkonen     | Finlândia                       | 27.26 |       |
| 28        | 12      | 9    | Eetu Karvonen           | Finlândia                       | 27.32 |       |
| 29        | 10      | 8    | Andriy Kovalenko        | Ucrânia                         | 27.39 |       |
| 30        | 9       | 5    | Édgar Crespo            | Panamá                          | 27.40 |       |
| 31        | 8       | 6    | Valeriy Dymo            | Ucrânia                         | 27.43 |       |
| 32        | 9       | 9    | Vladislav Mustafin      | Uzbequistão                     | 27.45 |       |
| 33        | 9       | 1    | Martin Allikvee         | Estónia                         | 27.47 |       |
| 34        | 9       | 4    | Yuta Oshikiri           | Japão                           | 27.65 |       |
| 35        | 8       | 4    | Laurent Carnol          | Luxemburgo                      | 27.66 |       |
| 35        | 9       | 3    | Filipp Provorkov        | Estónia                         | 27.66 |       |
| 37        | 8       | 9    | Joshua Hall             | Filipinas                       | 27.67 |       |
| 38        | 8       | 2    | Chao Man Hou            | Macau                           | 27.68 |       |
| 39        | 10      | 9    | Abraham McLeod          | Trinidad e Tobago               | 27.69 |       |
| 40        | 8       | 7    | Raphael Stacchiotti     | Luxemburgo                      | 27.76 |       |
| 41        | 9       | 6    | David Horvath           | Hungria                         | 27.77 |       |
| 42        | 9       | 2    | Martín Melconian        | Uruguai                         | 27.79 |       |
| 43        | 9       | 0    | Sverre Næss             | Noruega                         | 27.89 |       |
| 44        | 8       | 1    | Josué Domínguez         | República Dominicana            | 27.98 |       |
| 45        | 8       | 8    | Vais Kirill             | Quirguistão                     | 28.09 |       |
| 46        | 7       | 5    | Rafael van Leeuwaarde   | Suriname                        | 28.13 |       |
| 47        | 9       | 7    | Wong Chun Yan           | Hong Kong                       | 28.14 |       |
| 48        | 7       | 4    | Azad Al-Barazi          | Síria                           | 28.17 |       |
| 49        | 7       | 8    | Hüseyin Sakçı           | Turquia                         | 28.28 |       |
| 49        | 8       | 0    | Gálvez Capriles         | República Dominicana            | 28.28 |       |
| 51        | 5       | 8    | Amini Fonua             | Tonga                           | 28.35 |       |
| 52        | 7       | 1    | Anton Zheltiakov        | Azerbaijão                      | 28.63 |       |
| 53        | 6       | 0    | William Colon           | Porto Rico                      | 28.75 |       |
| 54        | 6       | 4    | Markos Kalopsidiotis    | Chipre                          | 28.78 |       |
| 55        | 6       | 8    | Sittivech Kongsomrerk   | Tailândia                       | 28.80 |       |
| 56        | 7       | 2    | Julian Harding          | Malta                           | 28.82 |       |
| 57        | 7       | 6    | Adam Allouche           | Líbano                          | 28.87 |       |
| 58        | 7       | 9    | Julian Fletcher         | Bermudas                        | 28.94 |       |
| 59        | 8       | 3    | James Lawson            | Zimbabwe                        | 29.02 |       |
| 60        | 7       | 7    | Christoph Meier         | Liechtenstein                   | 29.32 |       |
| 61        | 7       | 0    | Lee Hsuan-yen           | Taipé Chinesa                   | 29.42 |       |
| 62        | 6       | 5    | Arnoldo Herrera         | Costa Rica                      | 29.46 |       |
| 63        | 6       | 2    | Jesús Flores            | Honduras                        | 29.47 |       |
| 64        | 6       | 1    | Adama Ndir              | Senegal                         | 29.48 |       |
| 65        | 5       | 3    | Meli Malani             | Fiji                            | 29.50 |       |
| 66        | 6       | 6    | Ramazan Taimatov        | Quirguistão                     | 29.69 |       |
| 67        | 4       | 2    | Kiran Jasinghe          | Sri Lanka                       | 29.74 |       |
| 68        | 4       | 1    | Corey Ollivierre        | Granada                         | 29.76 |       |
| 69        | 6       | 3    | Ralefy Anthonny         | Madagáscar                      | 29.77 |       |
| 70        | 6       | 9    | Micah Fernandes         | Quênia                          | 29.81 |       |
| 71        | 5       | 1    | Charlie Salame          | Líbano                          | 30.28 |       |
| 72        | 5       | 6    | Omar Al-Malki           | Bahrein                         | 30.29 |       |
| 73        | 5       | 5    | Pierre-Andre Adam       | Seicheles                       | 30.31 |       |
| 74        | 5       | 4    | Dhill Lee               | Filipinas                       | 30.32 |       |
| 75        | 5       | 2    | Walid Daloul            | Catar                           | 30.47 |       |
| 76        | 4       | 3    | Kitso Matija            | Botswana                        | 30.83 |       |
| 77        | 5       | 7    | Shahjahan Ali           | Bangladesh                      | 30.85 |       |
| 78        | 4       | 0    | Yosif Al-Musallam       | Kuwait                          | 31.10 |       |
| 79        | 5       | 0    | Foresight Osamezu       | Nigéria                         | 31.14 |       |
| 80        | 4       | 6    | Muis Ahmad              | Brunei                          | 31.16 |       |
| 81        | 5       | 9    | Douglas Miller          | Fiji                            | 31.17 |       |
| 82        | 4       | 4    | John Llanelo            | Gibraltar                       | 31.31 |       |
| 83        | 6       | 7    | Hemra Nurmyradov        | Turquemenistão                  | 31.37 |       |
| 84        | 3       | 6    | Matthew Shone           | Zâmbia                          | 31.60 |       |
| 85        | 3       | 1    | Andrew Hopkin           | Granada                         | 31.78 |       |
| 86        | 4       | 5    | Deni Baholli            | Albânia                         | 31.84 |       |
| 87        | 4       | 7    | Nikolas Sylvester       | São Vicente e Granadinas        | 32.17 |       |
| 88        | 3       | 2    | Thonponloeu Hem         | Camboja                         | 32.18 |       |
| 89        | 4       | 8    | J'Air Smith             | Antígua e Barbuda               | 32.19 |       |
| 90        | 3       | 8    | Dionisio Augustine      | Estados Federados da Micronésia | 32.23 |       |
| 91        | 4       | 9    | Abdullah Al-Yehari      | Catar                           | 32.38 |       |
| 92        | 3       | 3    | Elisha Tibatemwa        | Uganda                          | 32.69 |       |
| 93        | 2       | 6    | Petero Okotai           | Ilhas Cook                      | 32.98 |       |
| 94        | 3       | 5    | Justin Payet            | Seicheles                       | 33.60 |       |
| 95        | 2       | 4    | Temaruata Strickland    | Ilhas Cook                      | 33.82 |       |
| 96        | 2       | 2    | Slava Sihanouvong       | Laos                            | 34.01 |       |
| 97        | 3       | 9    | Akhmadzhanovich Umarov  | Tajiquistão                     | 34.16 |       |
| 98        | 3       | 7    | Binald Mahmuti          | Albânia                         | 34.31 |       |
| 99        | 2       | 1    | Storm Hablich           | São Vicente e Granadinas        | 34.99 |       |
| 100       | 2       | 8    | Abdoul Nignan           | Burquina Fasso                  | 35.09 |       |
| 101       | 2       | 3    | Tommy Imazu             | Guam                            | 35.26 |       |
| 102       | 2       | 0    | Tanner Poppe            | Guam                            | 36.27 |       |
| 103       | 1       | 3    | Ebrahim Al-Maleki       | Iêmen                           | 37.64 |       |
| 104       | 3       | 0    | Billy-Scott Irakoze     | Burundi                         | 38.59 |       |
| 105       | 2       | 7    | Faridun Navruzov        | Tajiquistão                     | 39.13 |       |
| 106       | 1       | 6    | Rayane Alognisso        | Benim                           | 40.43 |       |
| —         | 1       | 5    | Jynior Ndinga           | República do Congo              |       | DNS   |
| —         | 3       | 4    | Kgosietsile Molefinyane | Botswana                        |       | DNS   |
| —         | 7       | 3    | Ahmad Al-Bader          | Kuwait                          |       | DNS   |
| —         | 10      | 2    | Martin Schweizer        | Suíça                           |       | DNS   |
| —         | 10      | 6    | Li Xiang                | China                           |       | DNS   |
| —         | 1       | 4    | Mohamed Mamane          | Níger                           |       | DSQ   |
| —         | 2       | 5    | Sawadogo Tindwende      | Burquina Fasso                  |       | DSQ   |
| —         | 2       | 9    | Doukoure Doukoure       | República Democrática do Congo  |       | DSQ   |

### Semifinal
A semifinal  ocorreu dia 6 de dezembro. 

#### Semifinal 1
| Colocação | Raia | Nome                   | Nacionalidade  | Tempo | Notas |
| --------- | ---- | ---------------------- | -------------- | ----- | ----- |
| 1         | 4    | Cameron van der Burgh  | África do Sul  | 26.11 | Q     |
| 2         | 6    | João Luiz Gomes Júnior | Brasil         | 26.25 | Q     |
| 3         | 5    | Damir Dugonjič         | Eslovênia      | 26.33 | Q     |
| 4         | 2    | Fabio Scozzoli         | Itália         | 26.36 | Q     |
| 5         | 1    | Cody Miller            | Estados Unidos | 26.43 |       |
| 6         | 8    | Andrea Toniato         | Itália         | 26.52 |       |
| 7         | 3    | Sergei Geibel          | Rússia         | 26.54 |       |
| 8         | 7    | Johannes Skagius       | Suécia         | 26.59 |       |

#### Semifinal 2
| Colocação | Raia | Nome                  | Nacionalidade  | Tempo | Notas |
| --------- | ---- | --------------------- | -------------- | ----- | ----- |
| 1         | 4    | Adam Peaty            | Reino Unido    | 25.75 | Q, CR |
| 2         | 5    | Felipe França         | Brasil         | 25.77 | Q     |
| 3         | 6    | Kirill Prigoda        | Rússia         | 26.04 | Q     |
| 4         | 3    | Giacomo Perez-Dortona | França         | 26.31 | Q     |
| 5         | 2    | Glenn Snyders         | Nova Zelândia  | 26.58 |       |
| 6         | 1    | Giulio Zorzi          | África do Sul  | 26.68 |       |
| 7         | 8    | Brad Craig            | Estados Unidos | 26.75 |       |
| 8         | 7    | Yasuhiro Koseki       | Japão          | 26.91 |       |

### Final
A final teve sua disputa realizada em 7 de dezembro. 
| Colocação         | Raia | Nome                   | Nacionalidade | Tempo | Notas  |
| ----------------- | ---- | ---------------------- | ------------- | ----- | ------ |
| Medalha de ouro   | 5    | Felipe França          | Brasil        | 25.63 | CR, AM |
| Medalha de prata  | 4    | Adam Peaty             | Reino Unido   | 25.87 |        |
| Medalha de bronze | 6    | Cameron van der Burgh  | África do Sul | 25.87 |        |
| 4                 | 1    | Damir Dugonjič         | Eslovênia     | 26.03 |        |
| 5                 | 8    | Fabio Scozzoli         | Itália        | 26.15 |        |
| 6                 | 7    | Giacomo Perez-Dortona  | França        | 26.18 |        |
| 7                 | 3    | Kirill Prigoda         | Rússia        | 26.23 |        |
| 8                 | 2    | João Luiz Gomes Júnior | Brasil        | 26.39 |        |

Legenda
| Recorde mundial       | Recorde mundial (World record)               |                       | Recorde africano                      | Recorde africano (African) |                                           | Q | Classificado por posição (Qualified) |
| Recorde do campeonato | Recorde do campeonato (Championship record)  | Recorde da América    | Recorde da América (Americas)         | q                          | Classificado por melhor tempo (Qualified) |   |                                      |
| Melhor marca do ano   | Melhor marca do ano (World leading)          | Recorde asiático      | Recorde asiático (Asian)              | DNS                        | Não largou (Did not start)                |   |                                      |
| Recorde nacional      | Recorde nacional (National record)           | Recorde europeu       | Recorde europeu (European)            | DNF                        | Não terminou (Did not finish)             |   |                                      |
| Recorde pessoal       | Recorde pessoal do atleta (Personal best)    | Recorde da Oceania    | Recorde da Oceania (Oceania)          | DSQ / DQ                   | Desclassificado (Disqualified)            |   |                                      |
| Recorde da temporada  | Recorde da temporada do atleta (Season best) | Recorde sul-americano | Recorde sul-americano (South America) | NM                         | Sem marca (No mark)                       |   |                                      |